# Discipline scientifique
Pour les articles homonymes, voir Discipline et Science.

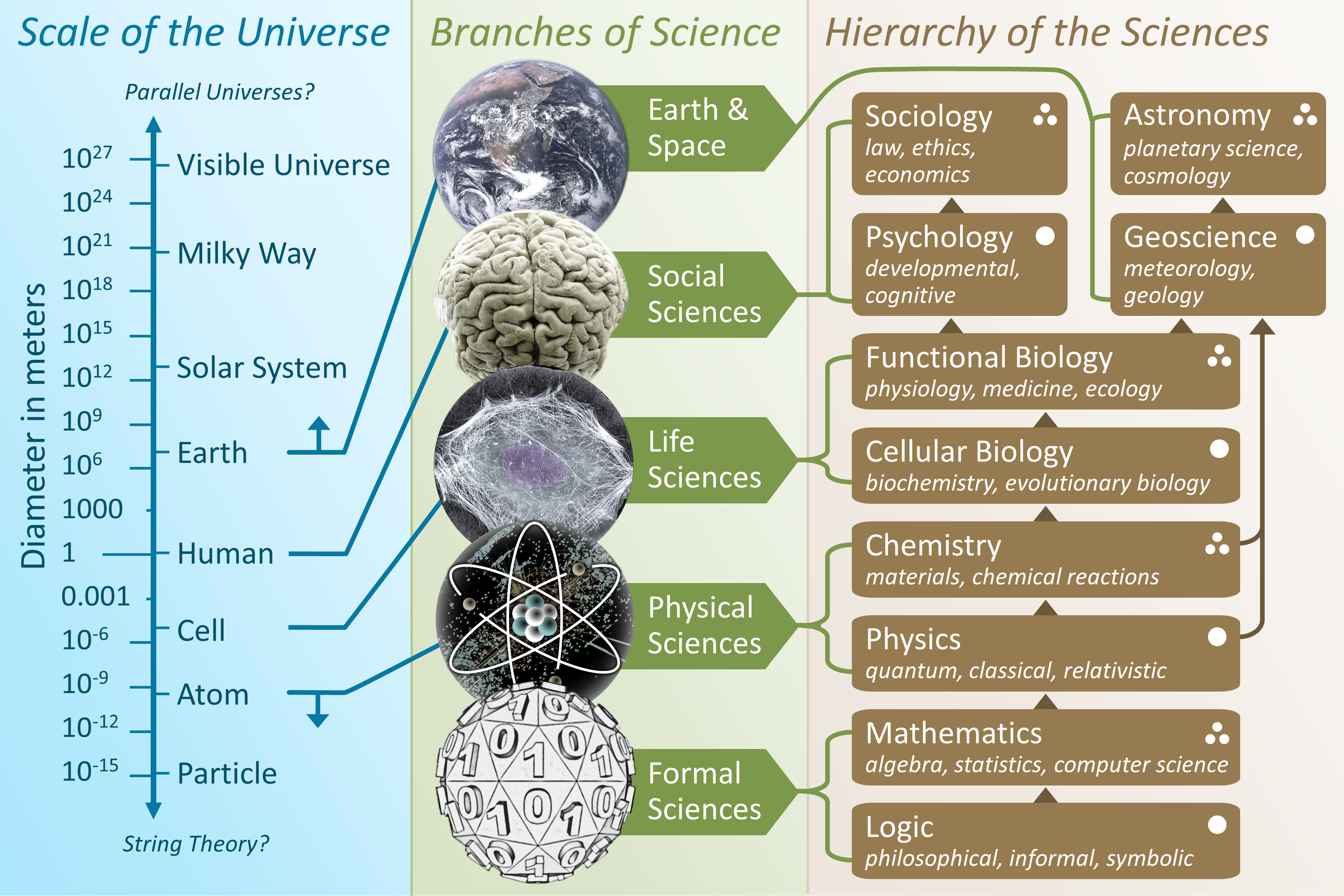
Schéma en anglais des principales disciplines scientifiques.

Les disciplines scientifiques (aussi appelées « sciences », « domaines scientifiques », « disciplines académiques », ou « champs de recherche ») sont des subdivisions de la science où chaque discipline scientifique étudie un domaine particulier. La physique, la biologie, la chimie, la sociologie, la psychologie, l'histoire ou encore la linguistique ou les mathématiques (liste non exhaustive) sont des grands regroupements disciplinaires traditionnels. Les disciplines scientifiques se caractérisent par l'utilisation de méthodes d'administration de la preuve, consistant tester des hypothèses, recueillir des données, formuler des théories explicatives sur le fonctionnement et l'histoire du monde naturel ou social, etc. Chaque discipline scientifique possède ses propres objets d'étude, concepts, méthodes et normes de recherche, mais des objets d'étude, concepts, méthodes et normes de recherche peuvent être partagées par plusieurs disciplines. Il existe différents principes de classification des disciplines scientifique : catégorisation par objet, méthode, types de problèmes, paradigme, etc. et une multitude de proposition de classification, dont la célèbre classification des sciences d'Auguste Comte.

## Identification des disciplines scientifiques

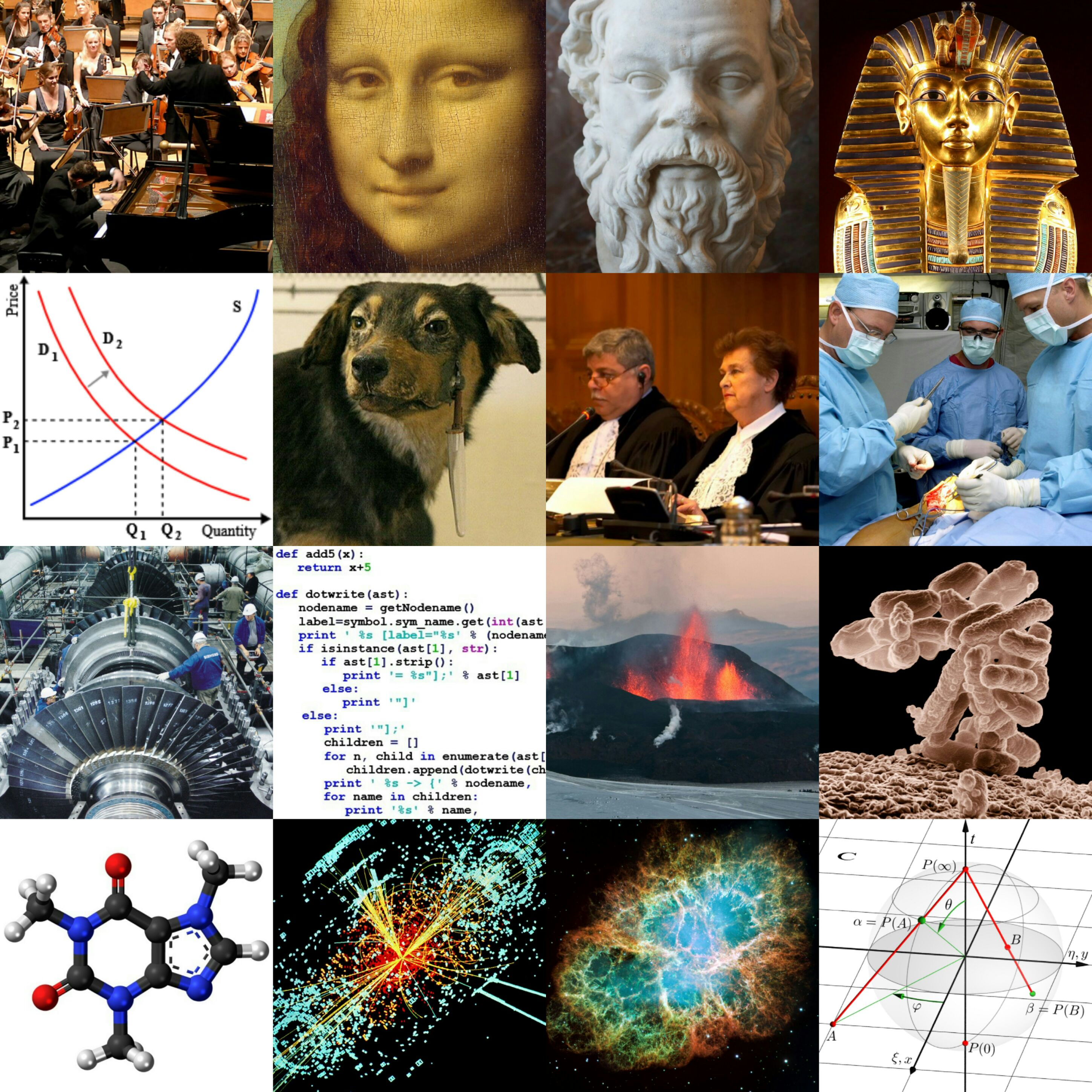
Disciplines universitaires

Un système de disciplines scientifiques est une forme spécifique de division du travail qui structure la recherche et l'enseignement. Une discipline scientifique est « un conglomérat de problèmes et d’essais de solutions qui a été délimité artificiellement » organisées par traditions académiques,,. Comme le précise l'épistémologue Léna Soler, « les découpages considérés (inanimé/vivant ; psychique/matériel ; etc.) ne préexistent pas tels quels dans la nature. Ce sont justement les différentes sciences qui, au cours de leur évolution, spécifient [...] ce qui relève de leur domaine [...] ou ce qui en est exclu ». En résumé, les disciplines se développent dans des contextes historiques, sociaux, et culturels ; elles dépendent des contextes institutionnels et communautaires ; elles sont des conventions et elles se transforment au cours du temps. Ainsi, dresser un inventaire des différentes disciplines scientifiques est un exercice nécessairement partial, dépendant du contexte, notamment géographique et historique, il existe d'ailleurs de nombreux chevauchements entre disciplines. Ces précisions étant apportées, on se propose de présenter quelques grands regroupements traditionnels.

### L'histoire

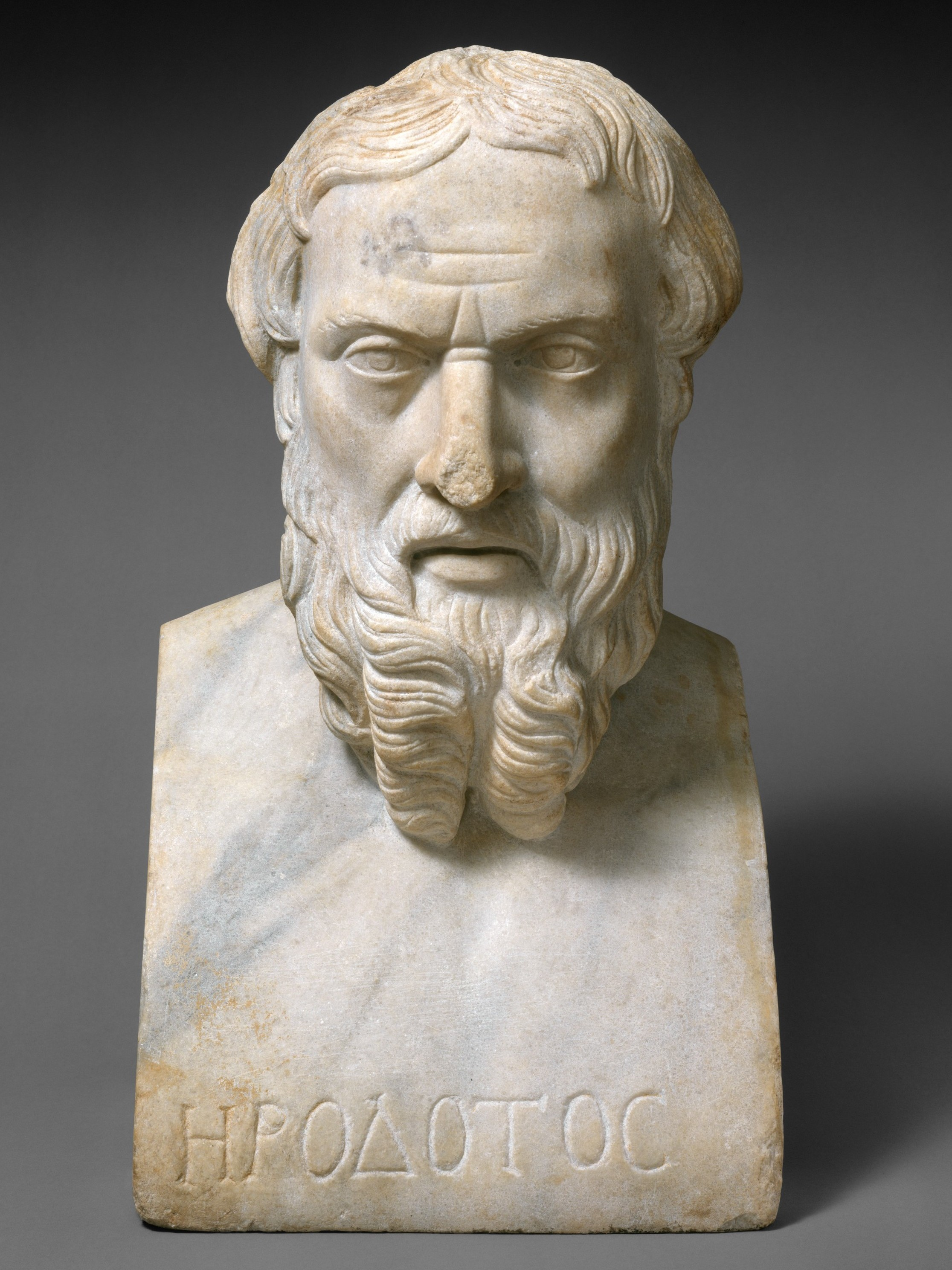
Buste en marbre d'Hérodote

La science historique, ou histoire, est une discipline des sciences sociales qui étudie les événements passés et les transformations qu'a connues l'humanité à travers les âges. Elle cherche à établir une connaissance rigoureuse et critique du passé à partir de la recherche de traces, d'archives et de témoignages. Les historiens cherchent à comprendre les causes et les conséquences des événements historiques en s'appuyant sur une méthodologie rigoureuse d'analyse des sources, de contextualisation et de comparaison. Ils cherchent également à mettre en évidence les continuités et les ruptures dans l'évolution de l'humanité, ainsi que les interactions entre les différentes cultures, sociétés et civilisations. La science historique a des liens étroits avec d'autres disciplines, telles que la géographie, la sociologie, l'anthropologie et la science politique. La science historique repose sur la collecte de sources historiques ou archéologiques (textes, images, archives, témoignages, objets, ruines) que l'historien se doit de contextualiser, de comparer, de critiquer et d'analyser afin de dégager des connaissances fiables et objectives. L'histoire est une discipline vaste qui se subdivise en plusieurs branches : histoire culturelle, histoire sociale, histoire économique, histoire des sciences, histoire des idées, histoire intellectuelle, histoire militaire, histoire politique, histoire du droit, histoire naturelle, archéologie, etc. L'histoire permet de mieux comprendre les enjeux et conflits actuels en prenant du recul et revenant sur les racines des problèmes contemporains. Elle permet aussi mettre en évidence les erreurs passées. Elle sert ainsi de guide pour les politiciens, les décideurs et les citoyens dans leur réflexion sur les politiques publiques, les relations internationales et les défis sociétaux.

### La géographie

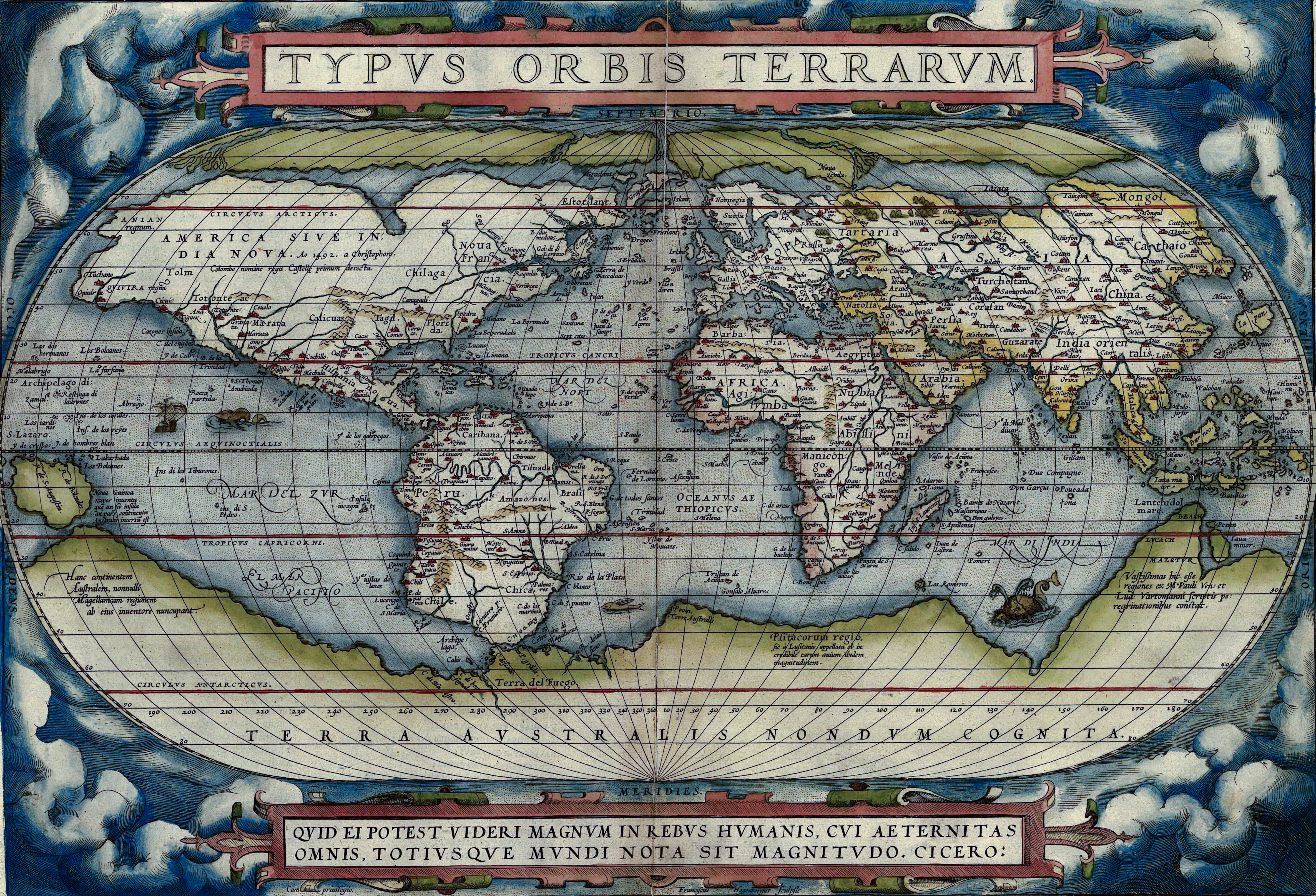
Carte du monde d'Ortelius 1570

La géographie est une discipline à la jonction des sciences sociales et naturelles qui étudie les phénomènes et les processus relatifs à la surface terrestre, ainsi que les interactions entre les êtres humains et leur environnement. La géographie allie des méthodes qualitatives et quantitatives. Elle se subdivise en plusieurs branches : la géographie physique, qui étudie les caractéristiques physiques de la Terre, telles que le relief, les climats, les sols, les rivières et les océans ; la géographie humaine, qui se concentre sur les activités humaines, comme les modes de vie, les migrations, les cultures, les économies et les sociétés ; la géographie environnementale, qui examine les interactions entre les êtres humains et leur environnement naturel, ainsi que les problèmes environnementaux tels que la pollution, le changement climatique et la gestion des ressources naturelles ; la géopolitique, qui étudie les relations entre l'espace géographique, les ressources naturelles et les enjeux politiques internationaux; etc. La géographie connaît de nombreuses applications au service de problématiques telles que l'aménagement du territoire, la protection de l'environnement, le tourisme, le commerce international, les conflits géopolitiques, la diversité culturelle.

### L'anthropologie

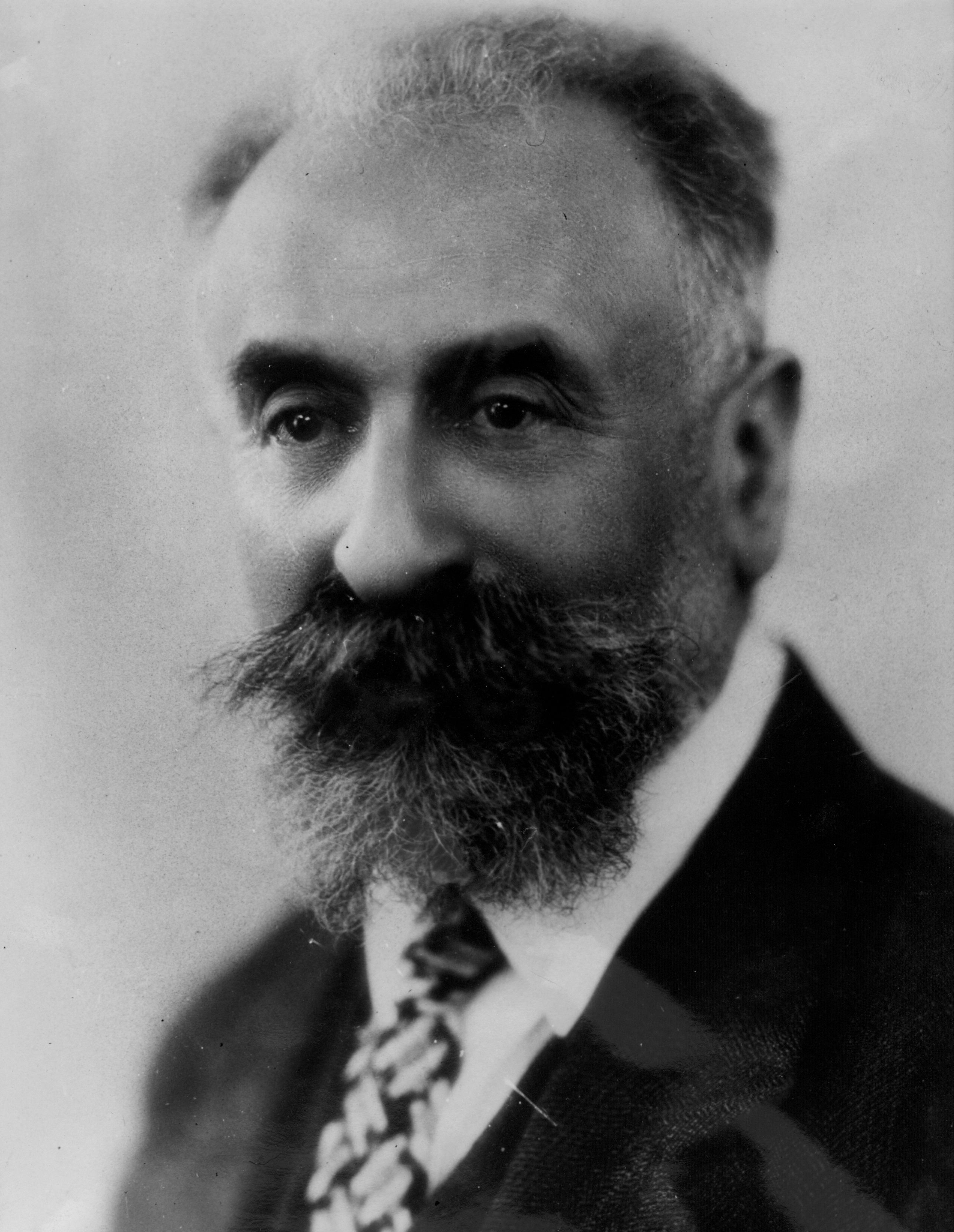
Marcel Mauss (1872-1950).

L'anthropologie est une discipline à la jonction des sciences sociales et naturelles qui étudie l'humain dans toutes ses dimensions, passées et présentes, biologiques (anatomiques, biologiques, morphologiques, physiologiques, évolutives) et culturelles (sociales, religieuses, linguistiques, psychologiques, géographiques). Elle cherche à comprendre les cultures humaines, ainsi que leur histoire, leur évolution, leur diversité et leur impact sur les comportements individuels et collectifs. En cela, elle entretient de nombreuses connexions avec la sociologie. L'anthropologie constitue finalement une monographie sur le genre Homo, qui décrit et analyse les « faits anthropologiques », c'est-à-dire caractéristiques de l'hominisation et de l'humanité. L'anthropologie utilise une approche comparative. Elle utilise également des méthodes de recherche telles que les enquêtes ethnographiques, l'observation participante, les entretiens et les analyses de données pour collecter et analyser des informations sur les cultures humaines. Elle se divise en plusieurs branches : l'anthropologie sociale et culturelle, l'anthropologie physique, l'anthropologie économique, l'anthropologie politique, l'anthropologie juridique, l'anthropologie religieuse, l'anthropologie des violences, l'anthropologie des émotions, l'anthropologie des migrations, ou encore l'ethnologie et l'archéologie. L'anthropologie permet de mieux comprendre la diversité humaine, de remettre en question nos propres normes culturelles et de mieux comprendre les différences culturelles entre les peuples. Elle fournit également des outils pour comprendre les enjeux contemporains tels que la mondialisation, les conflits interculturels et les changements environnementaux, ainsi que pour concevoir des solutions pour répondre à ces défis.

### La sociologie

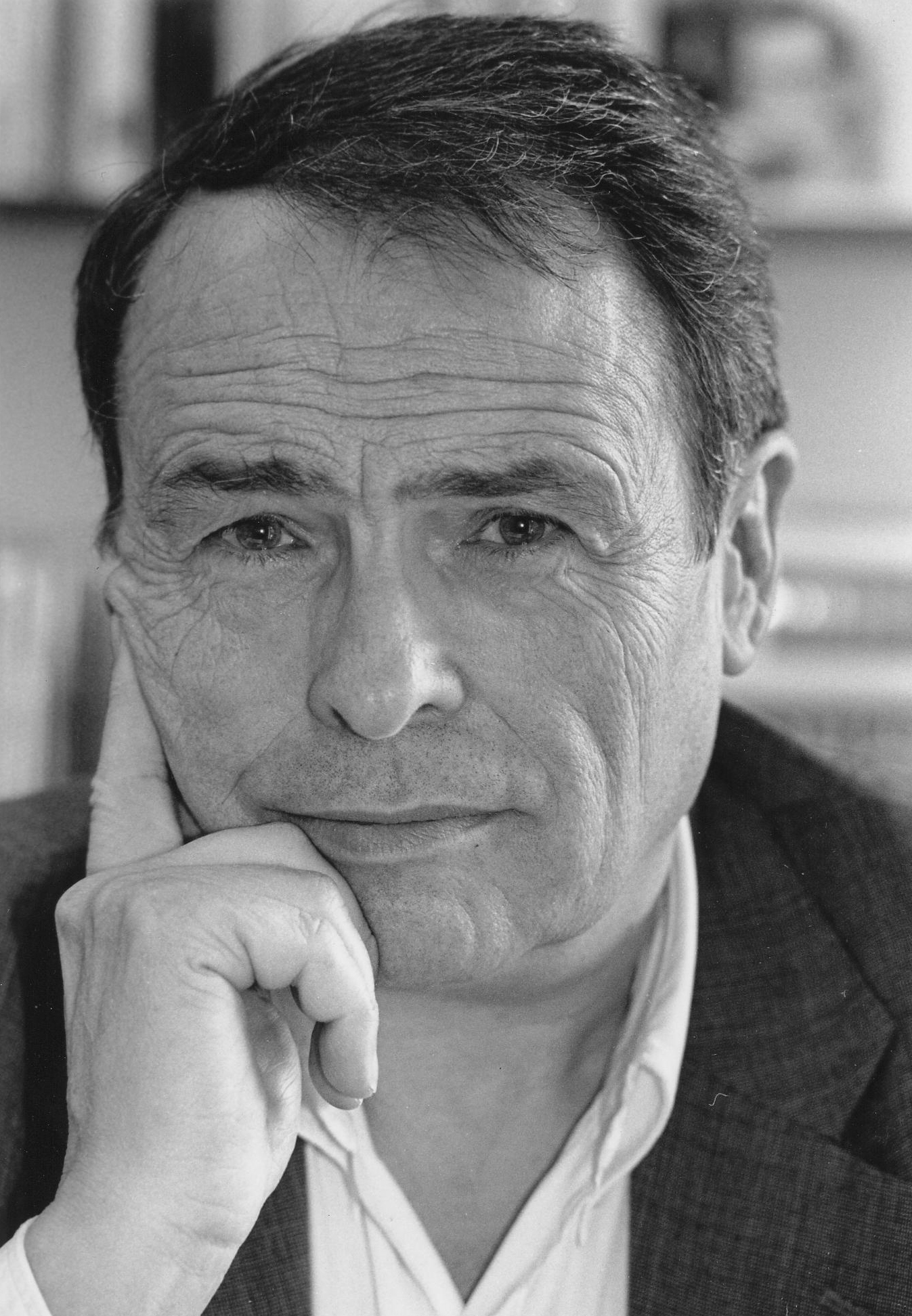
Pierre Bourdieu en 1996.

La sociologie est une discipline des sciences sociales qui étudie la structure, le fonctionnement et l'évolution de la société et des interactions sociales entre les individus, les groupes et les institutions. Elle s'intéresse à la façon dont les individus et les groupes s'adaptent aux changements et transformations de la société, à la manière dont les facteurs sociaux influencent les attitudes, les valeurs et les croyances des individus. La sociologie se préoccupe notamment des questions liées à la diversité culturelle, aux inégalités sociales et à la justice sociale, à la transformation des structures et des rapports sociaux, aux mouvements sociaux et aux conflits collectifs, et à la façon dont les normes et les valeurs sociales influencent les comportements individuels et collectifs. La sociologie utilise des méthodes qualitatives et quantitatives pour étudier les phénomènes sociaux. Les sociologues analysent les données recueillies sur la base d'enquêtes, d'observations, de sondages, d'entrevues et d'autres techniques de collecte de données. La sociologie se subdivise en plusieurs branches : la macrosociologie et la microsociologie, la sociologie de la famille, la sociologie de l'éducation, la sociologie politique, la sociologie du droit, la sociologie de la santé, la sociologie de la connaissance, la sociologie du travail, la sociologie économique, la sociologie des religions, la sociologie des médias, etc. Elle fournit des connaissances et des outils pour analyser et résoudre les problèmes sociaux tels que la pauvreté, la discrimination, l'injustice et la violence. En ce sens, elle constitue un socle de connaissances utiles pour l'élaboration des politiques publiques.

### La démographie

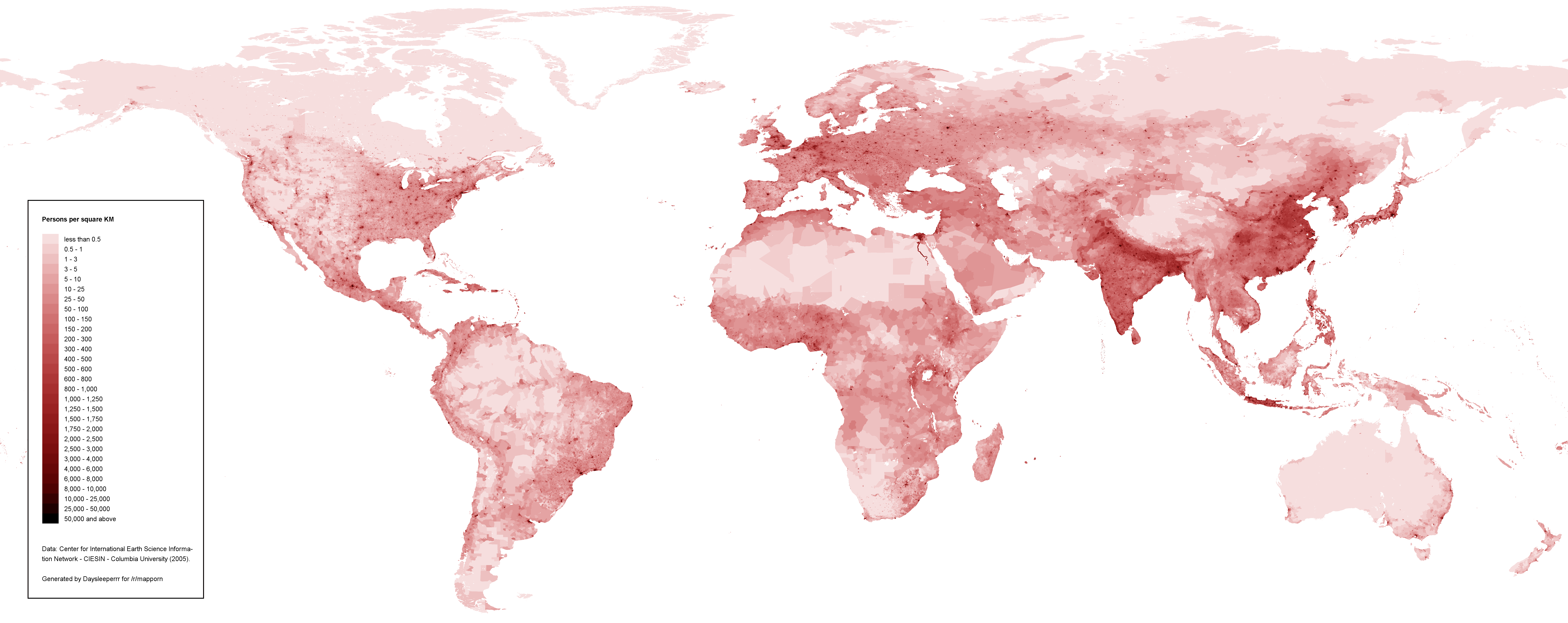
Carte de la densité de la population humaine en 2005

La démographie est une discipline des sciences sociales qui étudie la structure, la dynamique et les caractéristiques des populations humaines. Elle s'intéresse aux différents aspects de la population, tels que la taille, la composition, la croissance, la distribution géographique, les mouvements migratoires, la fécondité, la mortalité, l'âge, le sexe, l'éducation, l'emploi et les conditions socio-économiques. La démographie utilise des méthodes quantitatives pour analyser les données statistiques et tracer des tendances et des projections démographiques à l'échelle locale, nationale et mondiale. Elle fournit des informations cruciales pour comprendre les changements de population, les défis démographiques, les politiques publiques, la planification économique et sociale, et les enjeux de développement durable.

### L'économie

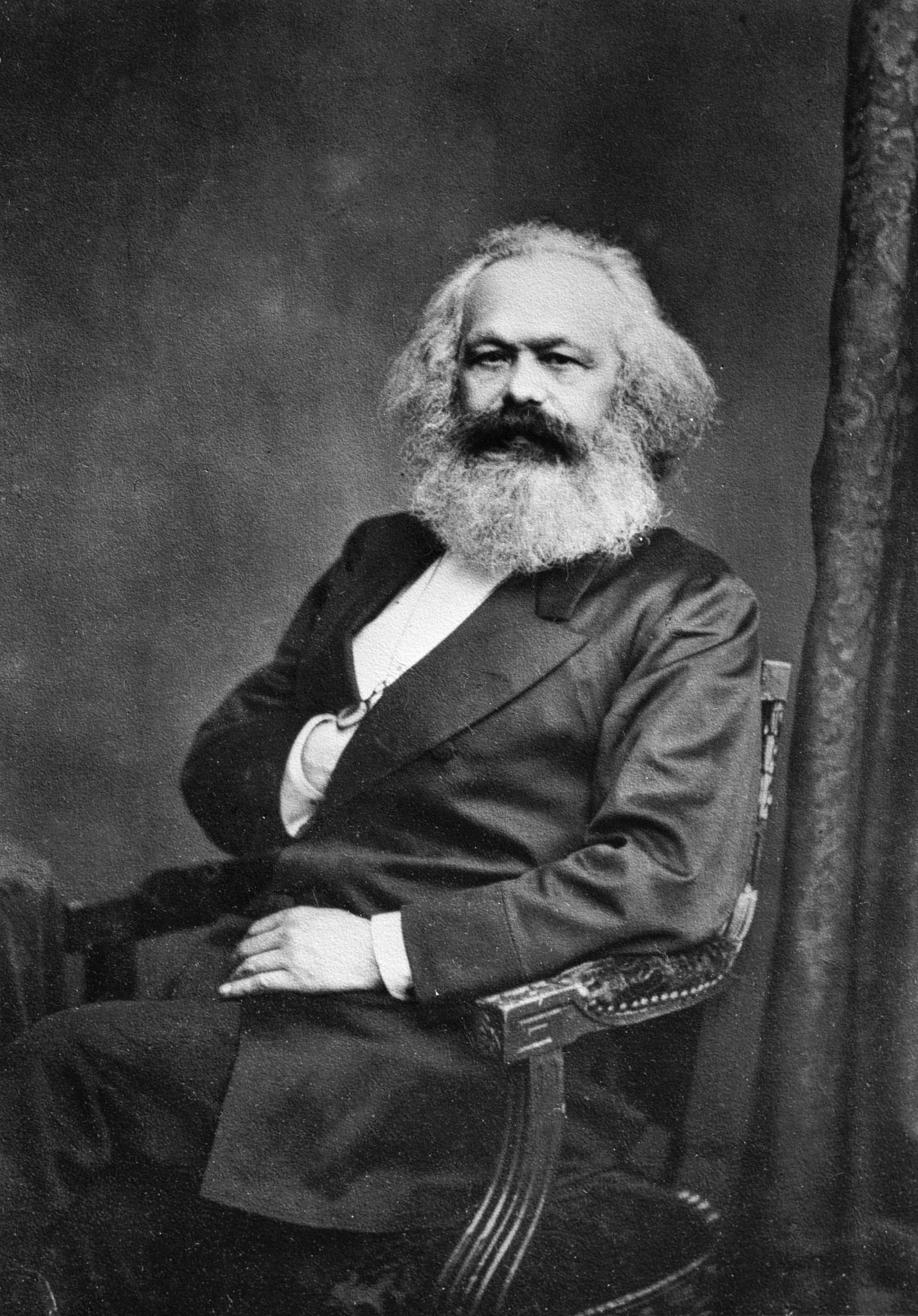
Karl Marx.

La science économique, ou économie, est une discipline des sciences sociales qui étudie la manière dont les ménages, les entreprises, les gouvernements et les autres organisations prennent des décisions concernant l'allocation des ressources rares au sein de la société. Elle se concentre sur la production, la répartition et la consommation de biens et de services, ainsi que sur les mécanismes qui régissent les échanges économiques. La science économique utilise des outils analytiques pour étudier les choix économiques et les comportements humains, en utilisant des modèles mathématiques, statistiques et théoriques pour comprendre les forces économiques qui influencent les marchés et les comportements des acteurs économiques. Elle se divise en plusieurs sous-disciplines : la microéconomie, qui étudie les décisions prises par des agents économiques individuels ; la macroéconomie, qui se concentre sur les grands agrégats économiques tels que le PIB, l'inflation et le chômage ; l'économétrie, qui se concentre sur les formules et les lois mathématico-économiques ; et des disciplines économiques plus spécialisées (économie politique, économie publique, économie du bien-être, économie de l'éducation, économie d'entreprise, économie de la culture, économie du travail, économie de l'environnement, économie de la santé, économie du développement, économie monétaire, économie internationale, la cliométrie, ou encore économie du droit). Il existe un grand nombre d'écoles de pensée en économie, les trois plus connues sont : L'école classique ; L'école néoclassique ; L'école keynésienne. Les économistes utilisent des données empiriques pour tester des hypothèses économiques, afin de mieux comprendre les mécanismes économiques et d'élaborer des politiques publiques efficaces pour répondre aux défis économiques contemporains. La science économique est souvent utilisée pour informer les politiques gouvernementales, les décisions d'entreprise et les décisions d'investissement.

### La science politique

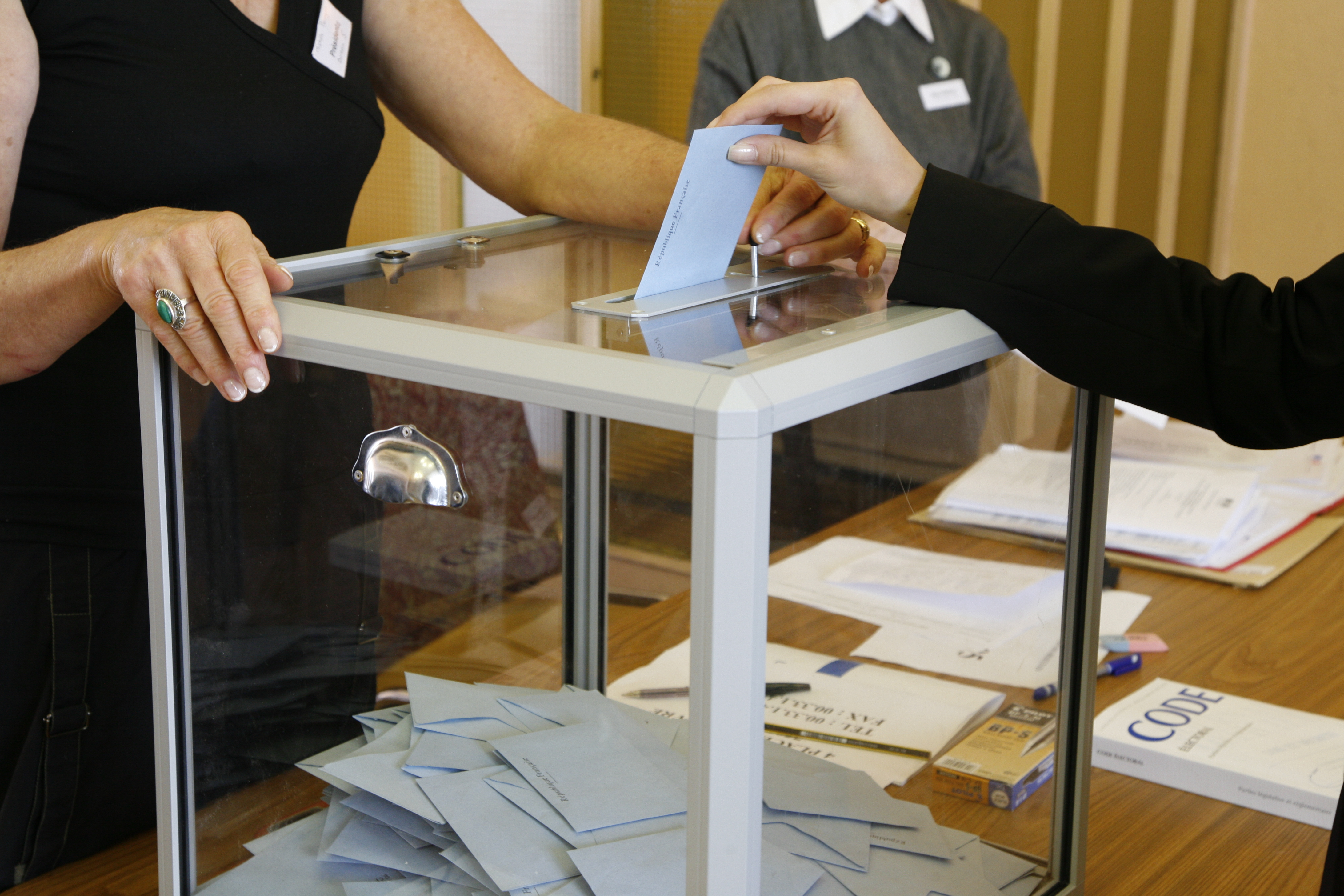
Élection

La science politique, ou politologie, est une discipline des sciences sociales qui étudie les systèmes politiques, les institutions, les processus et les comportements politiques. Elle analyse les relations de pouvoir, les décisions politiques, les processus électoraux, la participation politique, les mouvements sociaux et les politiques publiques. La science politique utilise des méthodes qualitatives et quantitatives pour étudier les phénomènes politiques, telles que les enquêtes, les sondages, les observations et les analyses statistiques. Elle examine également les contextes historiques, économiques, sociaux et culturels qui influencent les comportements et les pratiques politiques. Elle se divise en plusieurs branches : la théorie politique, la sociologie politique, la politique comparée, la politique publique, l'économie politique, les relations internationales et la géopolitique, etc. La science politique est importante car elle fournit des connaissances et des outils pour comprendre et analyser les systèmes politiques, les conflits politiques et les enjeux de la gouvernance. Elle permet également d'évaluer les politiques et les programmes gouvernementaux, ainsi que les effets des décisions politiques sur la société et les individus.

### La linguistique

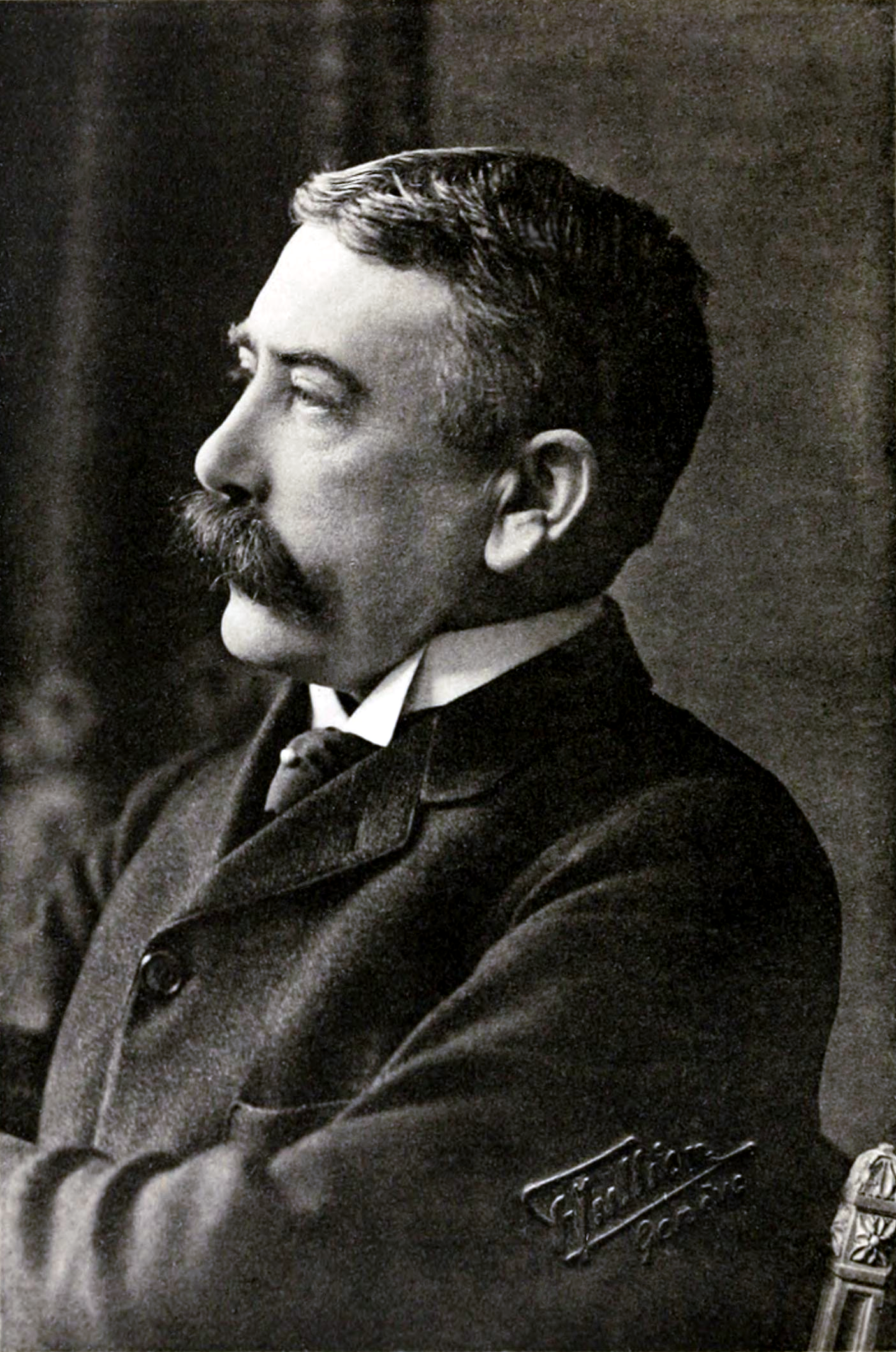
Le linguiste Ferdinand de Saussure (1857-1913).

La linguistique, ou science du langage, est une discipline des sciences sociales qui étudie le langage humain sous toutes ses formes et dans tous ses aspects. Elle cherche à comprendre comment les langues sont construites, comment elles fonctionnent, comment elles sont utilisées dans la communication, et comment elles évoluent au fil du temps et dans différents contextes culturels. Les linguistes s'intéressent aux systèmes sonores, grammaticaux, sémantiques et pragmatiques des langues, ainsi qu'à leur acquisition, leur traitement par le cerveau, leur variation et leur diversité géographique et sociale. La linguistique est descriptive et non prescriptive : à la différence de la grammaire, elle n'a pas vocation à dire ce qui est jugé correct linguistiquement, mais se contente de décrire la langue telle qu'elle est. La linguistique se divise en plusieurs domaines: la phonétique, qui étudie les sons ou phones produits par l'appareil phonatoire humain ; la phonologie, qui étudie les sons ou phonèmes d'une langue donnée ; la morphologie, qui étudie les types et de la forme des lemmes ; la syntaxe, qui étudie la combinaison des monèmes pour former des énoncés et des phrases ; la sémantique, qui étudie le sens des lemmes, des phrases et des énoncés ; la stylistique, qui étudie le style d'un énoncé littéraire ou non ; la pragmatique, qui étudie l'utilisation (littérale, figurée ou autre) des énoncés dans les actes d'énonciation ; la cohérence, qui étudie les facteurs de cohérence dans le traitement du langage naturel. 
La linguistique trouve des applications dans la traduction, l'interprétation et la compréhension des langues étrangères, dans la réalisation et l'analyse techniques de communication, dans l'étude des cultures étrangères, ou encore dans l'étude du cerveau, de la perception et de la cognition.

### La science juridique

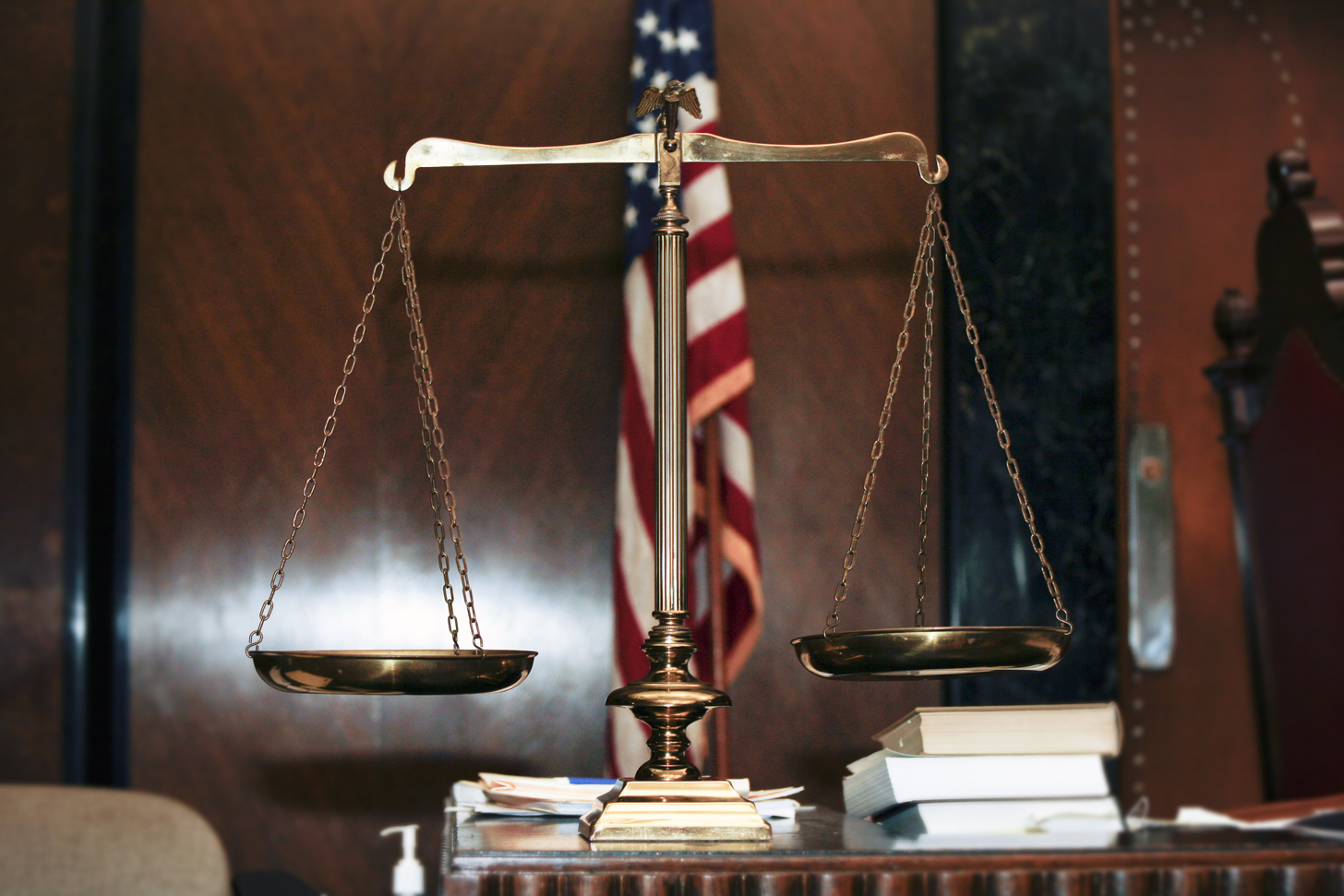
Balance de la justice

La science juridique, ou science du droit, est une discipline des sciences sociales qui étudie le droit sous un angle théorique et systématique. Elle a pour objet d'analyser les règles et les principes juridiques, leur application, leur interprétation, leur évolution, ainsi que les institutions et les normes qui les produisent et les encadrent. La science juridique se distingue ainsi de la pratique du droit, qui consiste à appliquer les règles et les principes juridiques à des situations concrètes. Les méthodes utilisées en science juridique sont variées, allant de l'analyse de textes juridiques et de la jurisprudence, à la comparaison de systèmes juridiques, en passant par l'étude des doctrines et des théories juridiques. La science juridique englobe plusieurs branches du droit, telles que le droit constitutionnel, le droit civil, le droit pénal, le droit international, le droit administratif, le droit des affaires, etc. Elle est donc une discipline transversale, qui s'intéresse à l'ensemble des règles et des principes de nature juridique régissant la vie en société.

### La psychologie

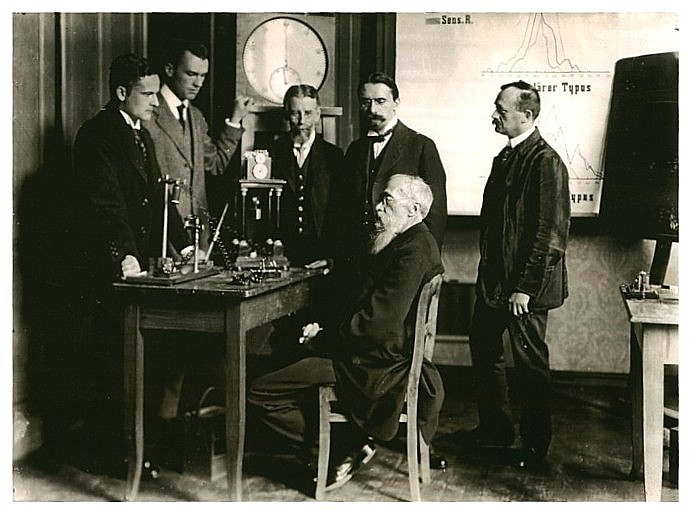
Wilhelm Wundt (assis) et ses collègues dans le premier laboratoire de psychologie expérimentale, qu'il a fondé en 1879 (Leipzig)

La psychologie est une discipline des sciences sociales qui étudie le comportement humain et les processus mentaux. Elle vise à comprendre comment les gens pensent, ressentent, agissent et interagissent les uns avec les autres et avec leur environnement. Elle utilise des méthodes scientifiques pour étudier les différentes dimensions de l'expérience humaine, telles que la perception, l'apprentissage, la cognition, l'émotion, la personnalité, les relations interpersonnelles et les comportements anormaux. La psychologie utilise une variété de méthodes scientifiques pour étudier le comportement humain et les processus mentaux : des observations, des expérimentations, des statistiques, des enquêtes, des tests psychologiques, la neuroimagerie, etc. Elle comporte de nombreux champs : la psychologie générale, la psychologie clinique, la psychologie sociale, la psychologie cognitive, la psychologie de l'éducation, la psychologie de l'apprentissage, la psychologie du développement, la psychologie criminelle, la neuropsychologie, etc. La psychologie peut être utilisée pour aider les gens à mieux comprendre leur propre comportement et leurs pensées, ainsi que pour améliorer leur qualité de vie. La psychologie trouve des applications dans les domaines de la santé, de l'enseignement, de la gestion, des médias, du conseil, etc.

### La logique

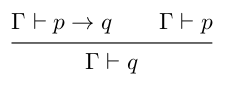
Modus ponens

La logique est une discipline des sciences formelles qui étudie la façon dont les idées et les raisonnements sont exprimés et évalués. Elle se concentre sur les principes formels de raisonnement et sur la manière dont les arguments peuvent être formulés de manière à être rigoureusement valides et cohérents. La logique est utilisée pour analyser les arguments et les propositions, afin de déterminer leur validité et leur vérité. Née durant l'Antiquité comme l'une des disciplines majeures de la philosophie, elle est désormais traitée avec une approche plus mathématique et informatique, et trouve des applications dans toutes les autres disciplines scientifiques (physique, chimie, économie, linguistique, droit, etc.). La logique peut être divisée en plusieurs domaines, comme la logique propositionnelle, la logique des prédicats, la logique modale, la logique temporelle, la logique floue, la logique mathématique, la logique philosophique, la logique syllogistique.

### Les mathématiques

Série de Fourier, onde carrée, animation de cercles

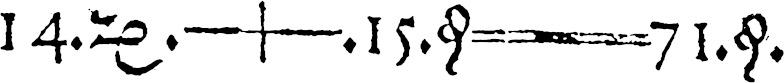
La première équation jamais écrite, par Robert Recorde dans son traité The Whetstone of Witte, en 1557

Les mathématiques sont une discipline des sciences formelles consistant en un ensemble de connaissances abstraites résultant de raisonnements logiques appliqués à des objets divers tels que les ensembles mathématiques, les nombres, les formes, les structures, les transformations, etc. Elles portent aussi sur les relations et opérations mathématiques qui existent entre ces objets. Les mathématiques se distinguent des autres sciences par un rapport particulier au réel car l'observation et l'expérience ne s'y portent pas sur des objets physiques ; les mathématiques ne sont pas une science empirique. Elles sont de nature entièrement intellectuelle, fondées sur des axiomes déclarés vrais ou sur des postulats provisoirement admis. Ces axiomes en constituent les fondements et ne dépendent donc d'aucune autre proposition. Les mathématiques, du fait qu'elles ne sont pas une science empirique, ne font pas appelle à l'observation ou l'expérimentation d'objets réels. Elles reposent sur le seul raisonnement logico-déductif à partir des axiomes et postulats à la base des objets abstraits étudiés.
Les mathématiques regroupent plusieurs disciplines très diverses : l'algèbre, l'analyse, l'arithmétique, la géométrie, les probabilités, la statistique, la topologie, la théorie des nombres, la théorie des ensembles, ou encore la logique mathématique. Les mathématiques connaissent de très nombreuses applications. Les mathématiques appliquées sont utilisées dans la plupart des autres disciplines scientifiques : la physique, la chimie, l'économie, l'informatique, la biologie, la psychologie, tout particulièrement. Elles sont aussi utilisées dans des domaines techniques, afin de résoudre des problèmes concrets : la finance, la cryptographie, l'ingénierie, notamment.

### L'informatique

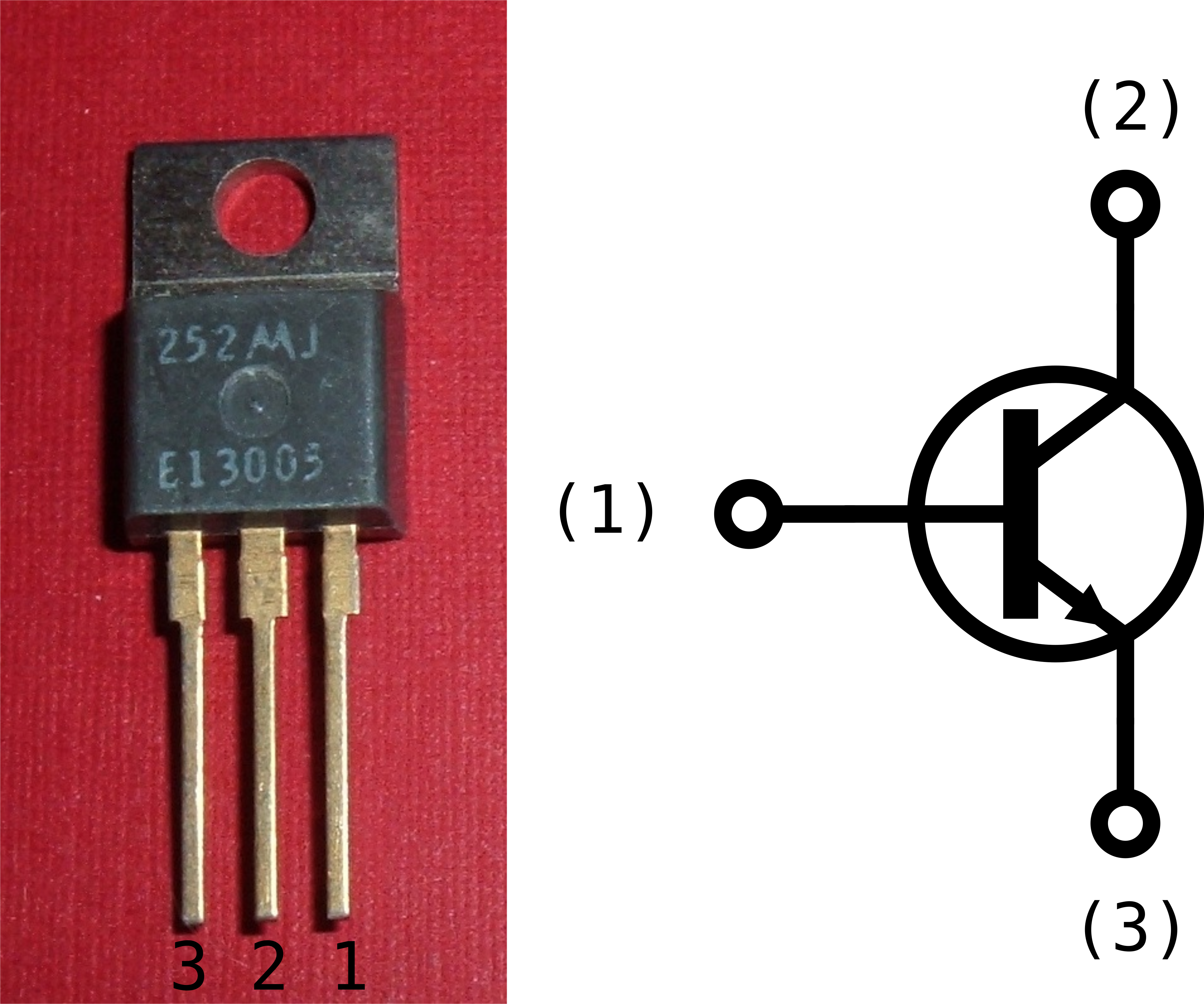
Boitier et schéma d'un transistor (électronique)

La science informatique, ou plus simplement informatique, est une discipline des sciences formelles qui s'intéresse à l'étude mathématique de la computation. Elle vise à comprendre les fondements logiques, les limites et les possibilités de l'algorithmique et des systèmes informatiques. La science informatique aborde des sujets tels que la complexité algorithmique, la théorie de la calculabilité, la théorie des langages formels et des automates, la théorie de la complexité descriptive, la théorie des graphes, la théorie de l'information, etc. L'informatique connaît, à l'image des mathématiques, d'innombrables applications, qui constituent l'informatique appliquée. Celles-ci permettent de perfectionner l'ingénierie informatique, par l'optimisation des algorithmes, le renforcement de la sécurité informatique, la conception de langages de programmation, la vérification de logiciels, la conception de réseaux et de protocoles, ou encore la cryptographie. L'informatique et ses applications trouvent des utilités variées dans les domaines des affaires et de la finance, de la santé, des médias, de l'éducation, des loisirs, des télécommunications, du télétravail. Les innovations en informatique ont également permis le développement de nouvelles industries, comme la technologie mobile, la réalité virtuelle, le commerce en ligne, l'intelligence artificielle et la blockchain.

### La chimie

ADN

La chimie est une discipline des sciences naturelles qui étudie la matière, ses propriétés, sa structure et ses transformations. La chimie s'intéresse aux atomes, aux molécules, aux ions et aux autres entités constitutives de la matière, ainsi qu'aux interactions entre ces entités. Elle examine également les réactions chimiques, qui impliquent la transformation de la matière d'une forme à une autre. La chimie est une science empirique qui peut être divisée en plusieurs sous-disciplines : la chimie analytique, qui intègre notamment l'astrochimie, la chimie des solutions, la chimie environnementale, la chimie numérique, la chimie supramoléculaire, la chimie théorique, la chimie verte ; la chimie minérale ou inorganique, qui inclut notamment la chimie bioinorganique et la sciences matériaux ; la chimie nucléaire ; la chimie organique, qui inclut notamment la biochimie, la chimie bioorganique, la chimie macromoléculaire et des polymères, la chimie organique physique, la chimie organométallique ; la chimie physique, qui regroupe notamment la chimie quantique, la chimie cinétique, l'électrochimie, la femtochimie, la géochimie, la physico-chimie, la photochimie, la science des surfaces, la spectroscopie, la stéréochimie et la thermochimie. La chimie a des applications dans de nombreux domaines, tels que la médecine et la pharmacologie (mise au point de médicaments), l'industrie et l'ingénierie (découverte de nouveaux matériaux ou de nouvelles propriétés chimiques), l'agriculture (meilleure compréhension de la fertilité), la protection de l'environnement (découverte de technologies plus durables, meilleure compréhension des problèmes environnementaux tels que la pollution).

### La physique

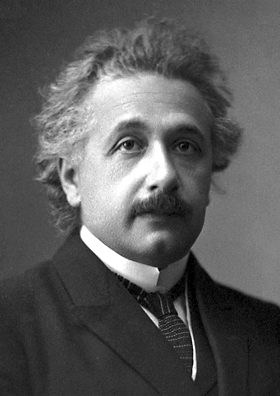
Albert Einstein.

La physique est une discipline des sciences naturelles qui étudie la nature fondamentale de l'Univers, ses composants, ses lois et ses interactions. La physique cherche à comprendre les phénomènes naturels en utilisant des concepts mathématiques et en développant des modèles pour décrire les comportements des objets et des systèmes observés ou théorisés. La physique développe pour ce faire des représentations du monde expérimentalement vérifiables dans un domaine de définition donné. La modélisation des systèmes physiques peut inclure ou non les processus chimiques et biologiques. La physique est une science empirique, elle repose sur des observations et expérimentations et cherche à modéliser leurs résultats. Ce travail de modélisation emprunte de nombreuses techniques aux mathématiques, surtout en physique théorique. La physique est une discipline vaste qui peut se diviser en plusieurs sous-disciplines : l'acoustique, la biophysique, la cryogénie, l'électromagnétisme, la géophysique, la mécanique (mécanique classique, mécanique des fluides, mécanique des milieux continus, mécanique quantique, mécanique statique), l'optique, la physico-chimie, la physique atmosphérique, la physique de la matière condensée, la physique des particules, la physique des plasmas, la physique des polymères, la physique nucléaire, la physique du solide, ou encore la physique théorique. La physique est une discipline fondamentale qui a de nombreuses applications et utilités pratiques dans les domaines des technologies (ordinateurs, télécommunications, navigation, capteurs, dispositifs de stockage de données, par exemple), de l'ingénierie (confection des avions, voitures, ponts, bâtiments, équipements électromécaniques, entre autres), de l'énergie (énergie nucléaire, énergie solaire, énergie éolienne, énergie hydraulique, énergie thermique, etc.) ou encore de la médecine (par exemple les techniques d'imagerie médicale).

### Les biosciences

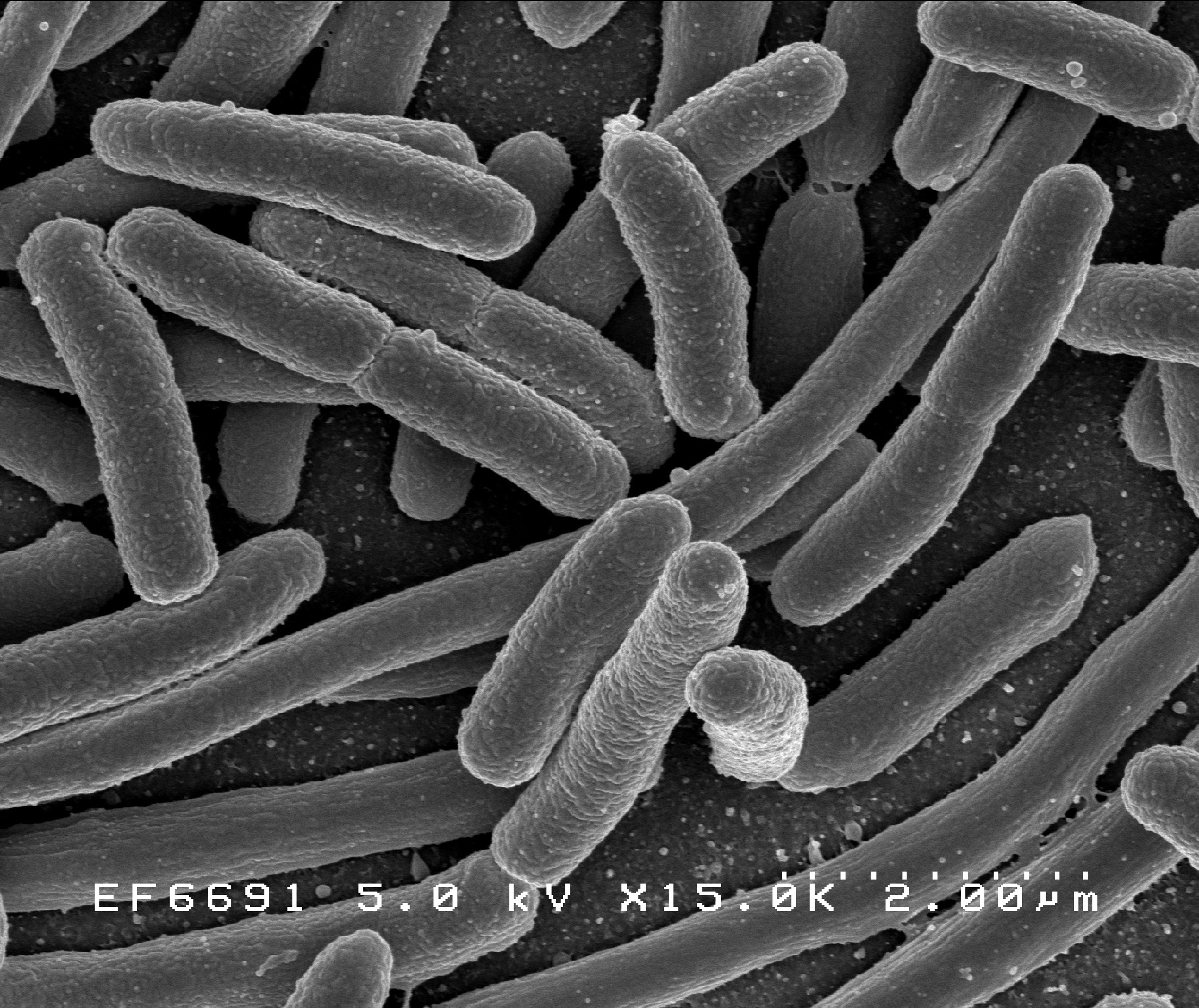
Escherichia coli (bactérie)

Les biosciences, ou sciences de la vie, ou biologie au sens large, sont une discipline des sciences naturelles, qui étudie les êtres vivants et les processus biologiques qui les animent. Elle s'intéresse à tous les niveaux d'organisation du vivant, depuis les molécules et les cellules jusqu'aux organismes, aux populations et aux écosystèmes. Elles cherche à appréhender les mécanismes de la vie, les interactions entre les êtres vivants et leur environnement, et les processus évolutifs qui ont conduit à la diversité des formes de vie sur Terre. La biologie utilise des méthodes d'observation, d'expérimentation et d'analyse. Elle regroupe de nombreuses disciplines qui s'intéressent au vivant selon plusieurs échelles : moléculaire (la chimie organique, la biochimie, la biologie moléculaire), microscopique (la biologie cellulaire, la cytologie, la microbiologie, l'histologie, la physiologie), macroscopique (la biologie des organismes, l'anatomie, l'éthologie), populationnelle (la biologie des populations, la génétique des populations), spécifique (la taxinomie, la phylogéographie) ou supra-spécifique (la systématique, l'écologie, la phylogénie). Les sciences de la vie ont des applications dans l'environnement, l'agriculture, la médecine et l'industrie et de l'alimentation.

### Les géosciences

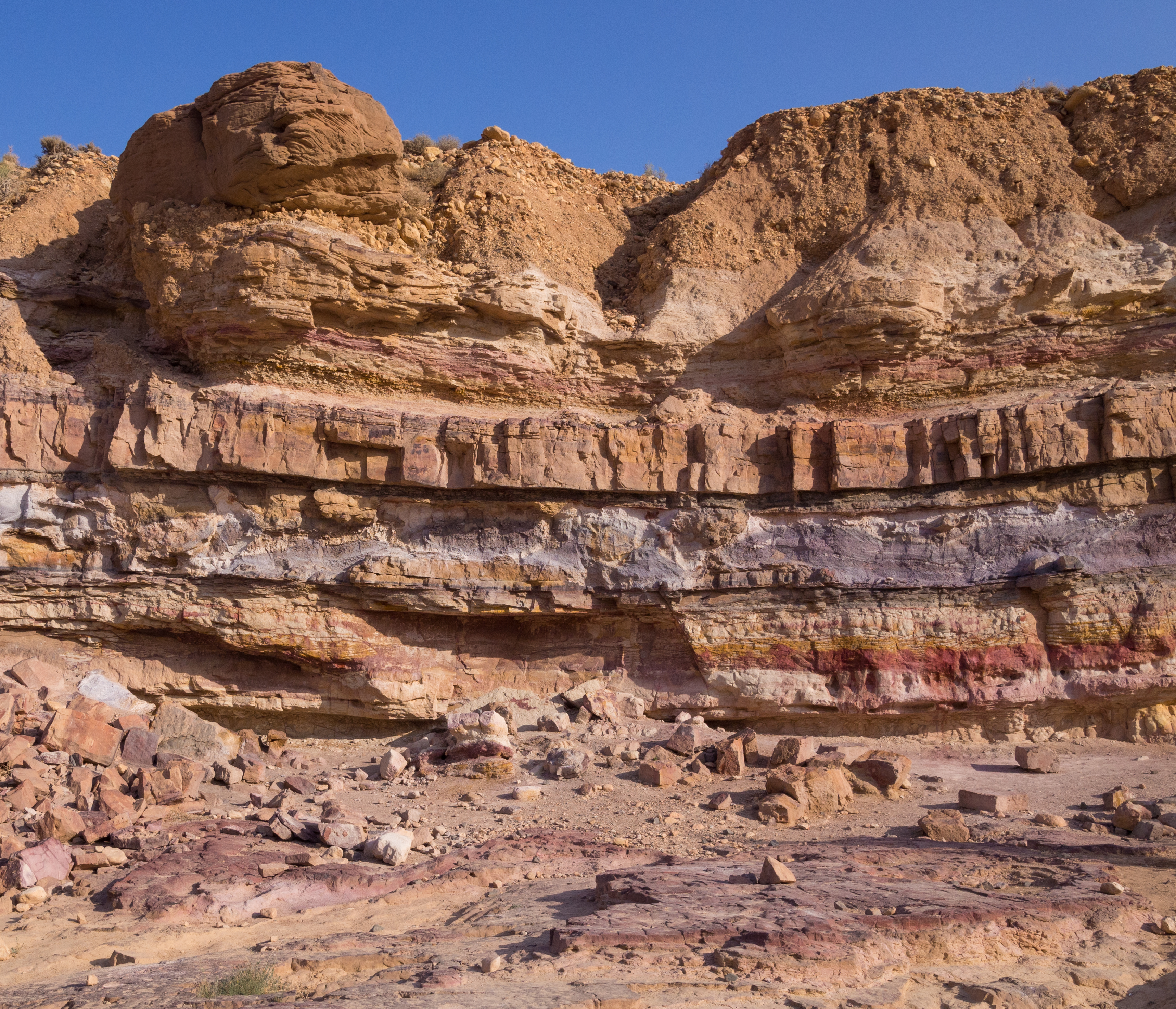
Couches de roches sédimentaires à Makhtesh Ramon, Israël.

Les géosciences, ou sciences de la Terre, sont une discipline des sciences naturelles étudiant la Terre, ses strates (lithosphère, hydrosphère, atmosphère et biosphère), ses composantes (roches, minéraux, eaux, sols, air), ses processus, et ses interactions avec l'environnement et le vivant. Les géosciences entretiennent des relations privilégiées avec les biosciences et la géographie physique, mais aussi avec les sciences de la matière (physique, chimie). Reposant sur des techniques d'observation, d'analyse et de modélisation pour étudier la Terre, les géosciences sont nombreuses : la géologie évidemment, mais également la géomorphologie, la géophysique, l'aéronomie, la climatologie, la météorologie, la glaciologie, l'hydrogéologie, l'hydrologie, la minéralogie, l'océanographie, la paléogéographie, la paléontologie, la pétrologie, la limnologie, la sismologie, la pédologie, la tectonique, la topographie ou encore la volcanologie. Les sciences de la Terre trouvent de nombreuses application dans la gestion des risques naturels (séismes et tsunamis, éruptions volcaniques, inondations, tempêtes, sécheresses), la protection de l'environnement, l'industrie et l'agriculture, la construction et l'aménagement du territoire.

### Les sciences de l'Univers

Nébuleuse de la Lagune

Les sciences de l'Univers, ou sciences astronomiques, ou encore sciences spatiales, sont une discipline des sciences naturelles qui étudient tout ce qui, dans l'Univers, est extérieur à la Terre. Elles s'intéressent aux propriétés, à la composition, à la structure, à l'origine, à l'évolution et au comportement des objets dans l'Univers : les étoiles, les galaxies, les planètes, les comètes, les astéroïdes, les trous noirs, les rayons cosmiques, la matière noire, etc. Les scientifiques de l'Univers utilisent une variété de méthodes et d'outils, tels que les télescopes, les satellites, les sondes spatiales, les ordinateurs et les modèles théoriques pour étudier ces objets et comprendre leur fonctionnement. Les sciences de l'Univers comprennent plusieurs disciplines, notamment l'astronomie (l'astrobiologie, l'astrochimie, l'astrodynamique, l'astrométrie, la planétologie), l'astrophysique (la physique stellaire, l'astronomie galactique, l'astronomie extragalactique, la mécanique spatiale), la cosmologie, l'exobiologie, la géologie planétaire, la météorologie spatiale. Les sciences de l'Univers trouvent de nombreuses applications dans les domaines de la navigation et de la cartographie, des télécommunications, de la médecine spatiale, de l'aéronautique, de la sécurité nationale, de la conquête spatiale.

## Classification des disciplines scientifiques
La classification des sciences est un processus historique, social et conventionnel, produisant des catégories multiples et évolutives, encadrées institutionnellement,,. Dans la mesure où il existe une multitude de disciplines réunies sous la catégorie de science, il peut s'avérer être utile d'établir des classifications. Une classification des sciences catégorise les disciplines considérées comme scientifiques sur la base de principes et critères divers : par objet, méthode, types de problèmes, de leur soubassement paradigmatique, ...,. Ainsi, il existe une diversité de classification des sciences.
Mais il n'y a pas une classification des sciences qui soit vraiment satisfaisante dans la mesure où notamment : il existe des cas limites ; les sciences évoluent sans tenir compte des cadres classificatoire ; il existe des enjeux à affirmer qu'une discipline est une science ou non. Ainsi, toutes les classifications ne sont pas toujours justifiables : les critères ou les règles établis pour organiser ou catégoriser des éléments ne sont pas toujours logiques ou appropriés, même lorsqu'on les évalue selon leurs propres normes.
Il existe différentes types épistémologiques de classifications (non exhaustif) : 
- sciences formelles et sciences empiriques[8] ;
- sciences de la nature et sciences de l'homme et de la société[9] ;
- sciences dures et sciences molles[10] ;
- sciences expérimentales et sciences de l'observation[11] ;
- sciences empiriques mathématisées et sciences empiriques non mathématisées[12] ;
- sciences explicatives et sciences compréhensive[13] ;
- sciences empiriques prédictives et sciences empiriques non prédictives[14] ;
- sciences et métasciences[15].

Un regroupement disciplinaire peut être plus ou moins englobant, et est constitué de sous-champs, eux-mêmes constitués de disciplines, elles-mêmes constituées de sous-disciplines. Par exemple, le philosophe Michel J. F. Dubois et l'épistémologue Nicolas Brault, propose une première grande catégorie métascience qui comprend trois sous-champ disciplinaire, à savoir la mathématique, l’épistémologie et l’éthique et une seconde grande catégorie qui comprend quatre sous-champ disciplinaire, à savoir les sciences de la matière (comme la physique), les sciences de la vie (comme la biologie), les sciences humaines en extériorité (comme la sociologie), et les sciences humaines en intériorité (comme la psychologie). Rappelons qu'une classification n'est jamais vraiment satisfaisante : ici par exemple, la psychologie est comprise dans les « sciences humaines en intériorité », alors que la psychologie comprend la psychologie animale (aussi appelée psychologie comparée) qui s'intéresse aux différentes espèces animales, ou encore la psychopharmacologie par exemple. Autre exemple, Auguste Comte est connu pour avoir proposé une classification comprenant cinq sciences fondamentales : « astronomie, physique, chimie, biologie, physique sociale (pour laquelle Comte inventera, après 1841, le nom de sociologie) » ordonnées selon la logique des « plus éloignées de l’humanité » vers celles qui sont « les plus directement intéressantes pour l’homme ».

### Classification selon leur objet d'étude
En prenant comme critère leur objet d'étude, il est possible de distinguer les sciences formelles des sciences naturelles et des sciences sociales. Tandis que les premières décrivent des mondes abstraits reposant sur des axiomes arbitrairement définis, les sciences naturelles et sociales s'attaquent à décrire le monde réel par la réalisation de modèles et théories selon une approche empirique.

#### Les sciences formelles
En sciences formelles, ou sciences logico-formelles, les « mondes » observés sont fabriqués (abstraits) et les règles qui les régissent sont choisies comme point de départ « admis » (appelés axiomes). Les sciences formelles se caractérisent par leur rigueur et leur abstraction. Elles sont fondées sur des déductions logiques à partir de principes de base et de règles formelles. Les sciences formelles ne cherchent donc pas, à la différences des sciences naturelles et sociales, qui sont des sciences empiriques, à décrire le monde réel en reposant sur l'observation et l'expérimentation : elles ont une approche purement théorique et conceptuelle, indépendante de l'expérience. Cependant les « mondes » fabriqués en sciences formelles peuvent connaître de nombreuses applications afin de bâtir des théories et modèles au service des sciences naturelles et sociales. Les mathématiques sont la discipline formelle la plus connue. Elles permettent de formaliser et de modéliser des phénomènes abstraits, tels que les relations géométriques, les structures algébriques, les fonctions et les probabilités. Les mathématiques sont utilisées dans de nombreuses disciplines scientifiques pour modéliser des phénomènes complexes et pour établir des théories scientifiques. La logique est une autre discipline formelle importante. Elle étudie les principes du raisonnement valide et les règles pour manipuler les symboles et les propositions. La logique est utilisée dans de nombreuses applications, telles que l'informatique, la philosophie, les mathématiques et la linguistique.

#### Les sciences naturelles
Les sciences naturelles, ou sciences de la nature, sont un ensemble de disciplines qui cherchent à décrire le monde naturel. Contrairement aux sciences formelles et à l'image des sciences sociales, ce sont des sciences empiriques, qui procèdent par l'élaboration de théories, de lois ou de modèles qui reposent sur des expérimentations et observations du réel. Les sciences naturelles décrivent le monde indépendamment des créations de l'Homme, ce qui les oppose quant à leur objet aux sciences sociales, qui étudient ce qui relève du « choix » des humains (les systèmes politiques, économiques, linguistiques, etc.) et non pas de ce qui est « imposé » par le monde naturel. Les sciences naturelles sont classiquement rassemblées en trois grands ensembles : les sciences de la vie et de l'environnement, ou biosciences (biologie, écologie, anthropologie) ; les sciences de la matière, ou sciences physiques lato sensu (physique, chimie) ; les sciences de la Terre et de l'Univers (géosciences, sciences de l'Univers, géographie physique). Elles connaissent de très nombreuses applications dans les domaines de l'éducation, de la santé, de l'ingénierie, de l'agriculture, de l'industrie, de l'aéronautique, notamment.

#### Les sciences sociales
Les sciences sociales, ou sciences humaines et sociales, sont des sciences empiriques qui cherchent à décrire par la réalisation de théories ou de modèles les comportements humains, les structures sociales et les processus culturels. Tandis que les sciences naturelles s'intéressent à ce qui existe indépendamment des Hommes, ce qui est inhérent à la Nature, les sciences sociales s'intéressent à l'Homme et à la Société : les comportements humains, la matière dont les êtres humains interagissent au sein de la société, les systèmes politiques, sociaux, juridiques, linguistiques, économiques, qu'ils établissent. Elles portent donc sur ce qui relèvent du « choix », plus ou moins conscient ou individuel, des humains. Au nombre des sciences sociales, on trouve notamment la sociologie, la psychologie, l'anthropologie, l'économie, le droit, la politologie, la géographie, la linguistique, la démographie, l'histoire, la criminologie, et leurs très nombreuses applications concrètes dans les domaines de l'éducation, de la gestion, de l'ingénierie, de la santé, de la politique, du commerce et de l'industrie, notamment.

### Classification selon leur méthode
En prenant comme critère la méthode de recherche employée, il est possible de distinguer les sciences formelles et les sciences empiriques (sciences naturelles et sciences sociales). Tandis que les premières, dans la mesure où elles manipulent des constructions abstraites, ne partent pas de l'expérience pour créer de la connaissance, les secondes ne peuvent se passer de l'observation et de l'expérimentation pour valider leurs théories.

#### Les sciences formelles
Les sciences formelles, telles que les mathématiques et la logique, sont basées sur des systèmes de règles et de principes abstraits, qui sont manipulés de manière logique et déductive pour arriver à des conclusions. Les sciences formelles n'ont pas besoin d'observations empiriques pour valider leurs théories et ne dépendent pas de la réalité matérielle ou physique, elles utilisent exclusivement des raisonnements logiques et déductifs pour atteindre des conclusions. Par exemple, les mathématiques étudient les propriétés des nombres, des formes et des structures, mais sans avoir besoin de se référer à des objets physiques qu'il conviendrait d'observer.

#### Les sciences empiriques
Les sciences empiriques, telles que la biologie, la physique, l'économie, ou encore la psychologie, se basent sur l'observation et l'expérimentation pour tester leurs hypothèses et construire des théories. Elles cherchent à comprendre les phénomènes naturels, humains ou sociaux en utilisant des méthodes scientifiques rigoureuses, telles que l'observation, la mesure, l'expérimentation, la modélisation et la simulation. Le raisonnement empirique se déroule en différentes étapes qui se répètent de manière cyclique jusqu'à aboutir à une théorie, un modèle, qui décrit le plus parfaitement possible l'objet naturel ou social étudié :
1. L'observation du phénomène, qui permet au scientifique de collecter des données et informations pour préparer les hypothèses qu'il va émettre ;
2. L'induction, où le scientifique émet des hypothèses le permettant d'expliquer ce qu'il a observé ;
3. La déduction, ou le scientifique réfléchit aux conséquences des hypothèses émises ;
4. La phase de test, où le scientifique va vérifier ses hypothèses ;
5. L'évaluation, où il confirme ou informe le modèle qu'il a créé et les conséquences qu'il a induit.

Les théories qui naissent du raisonnement empirique passent ensuite le feu de l'évaluation par les pairs (peer review). Il s'agit d'une étape indispensable de la recherche empirique qui désigne l'activité collective des chercheurs qui jugent de façon critique les travaux d'autres chercheurs (leurs « pairs ») dans le but de ne retenir, au fil du temps, que les théories les plus solides.

### Classification selon leur finalité
Selon leur finalité, on peut distinguer les sciences fondamentales, qui sont l'ensemble des connaissances rationnelles sur le fonctionnement et l'histoire du monde indépendamment des considérations pratiques pouvant en résulter, et les sciences appliquées, qui sont l'ensemble des connaissances rationnelles permettant la réalisation d'objectifs pratiques.

#### Les sciences fondamentales
Les sciences fondamentales (ou sciences pures) sont des disciplines scientifiques qui étudient les lois et les principes fondamentaux de notre monde voire de mondes abstraits, sans nécessairement chercher à résoudre des problèmes pratiques ou à créer des applications concrètes. Les sciences pures vont permettre d'acquérir de nouvelles connaissances sur les fondements des phénomènes et des faits observables, par la réalisation de théories générales, sans envisager une application ou une utilisation particulière. Les sciences fondamentales sont importantes car elles fournissent une base solide pour les sciences appliquées, qui cherchent à appliquer ces connaissances pour résoudre des problèmes pratiques dans des domaines tels que la médecine, l'ingénierie, la gestion, l'éducation, la technologie. Ainsi, même si les sciences fondamentales n'ont pas pour objet premier de fournir des solutions aux problèmes concrets, elles n'en demeurent pas moins essentielles à cette fin, car elles permettent le e développement de nouvelles techniques ou technologies, permettent de concevoir et construire des dispositifs et des systèmes complexes. Cette interdépendance entre les sciences pures et les sciences appliquées se retrouve aussi au niveau de la recherche. En effet, si le corpus de connaissances fondamentales s'amplifie principalement grâce à la recherche fondamentale, il profite aussi régulièrement de la recherche appliquée par sérendipité. Et inversement, il arrive régulièrement que la recherche appliquée permettre de dégager des connaissances fondamentales.

#### Les sciences appliquées
Les sciences appliquées sont l'ensemble des connaissances rationnelles qui permettent de réaliser un objectif pratique. Elles sont l'application des savoirs apportés par la science fondamentale afin d'atteinte un but précis (soigner des personnes, gérer au mieux une entreprise, confectionner une machine, par exemple). Cette volonté pratique assimile ainsi souvent les sciences appliquées à la technique. La plupart (pour ne pas dire la totalité) des disciplines scientifiques trouvent des applications. Ainsi, on peut par exemple parler de mathématiques appliquées, d'économie appliquée, de physique appliquée, d'informatique appliquée. Il existe également des disciplines scientifiques qui sont fondamentalement appliquées, qui sont entièrement dirigées vers la réalisation d'un objectif pratique, et qui reposent sur d'autres disciplines plus théoriques. Par exemple, la médecine est entièrement tournée vers la réalisation d'un objectif pratique, soigner les personnes, et puise pour ce faire dans les connaissances apportées par la biologie et la chimie, entre autres. De la même manière, les sciences de gestion appliquent les connaissances apportées par l'économie, la sociologie, ou encore les mathématiques, afin d'éclairer l’action conduite de façon collective par des groupes humains organisés. On pourrait encore citer les sciences de l'ingénieur, les sciences de l'éducation, les sciences de l'information, les sciences du sport, l'électronique, l'agronomie, l'aéronautique, l'architecture, ou encore la robotique. Des disciplines elles aussi fondamentalement tournées vers la réalisation d'objectifs pratiques.